# الصندوق الأوروبي للاستثمارات الاستراتيجية

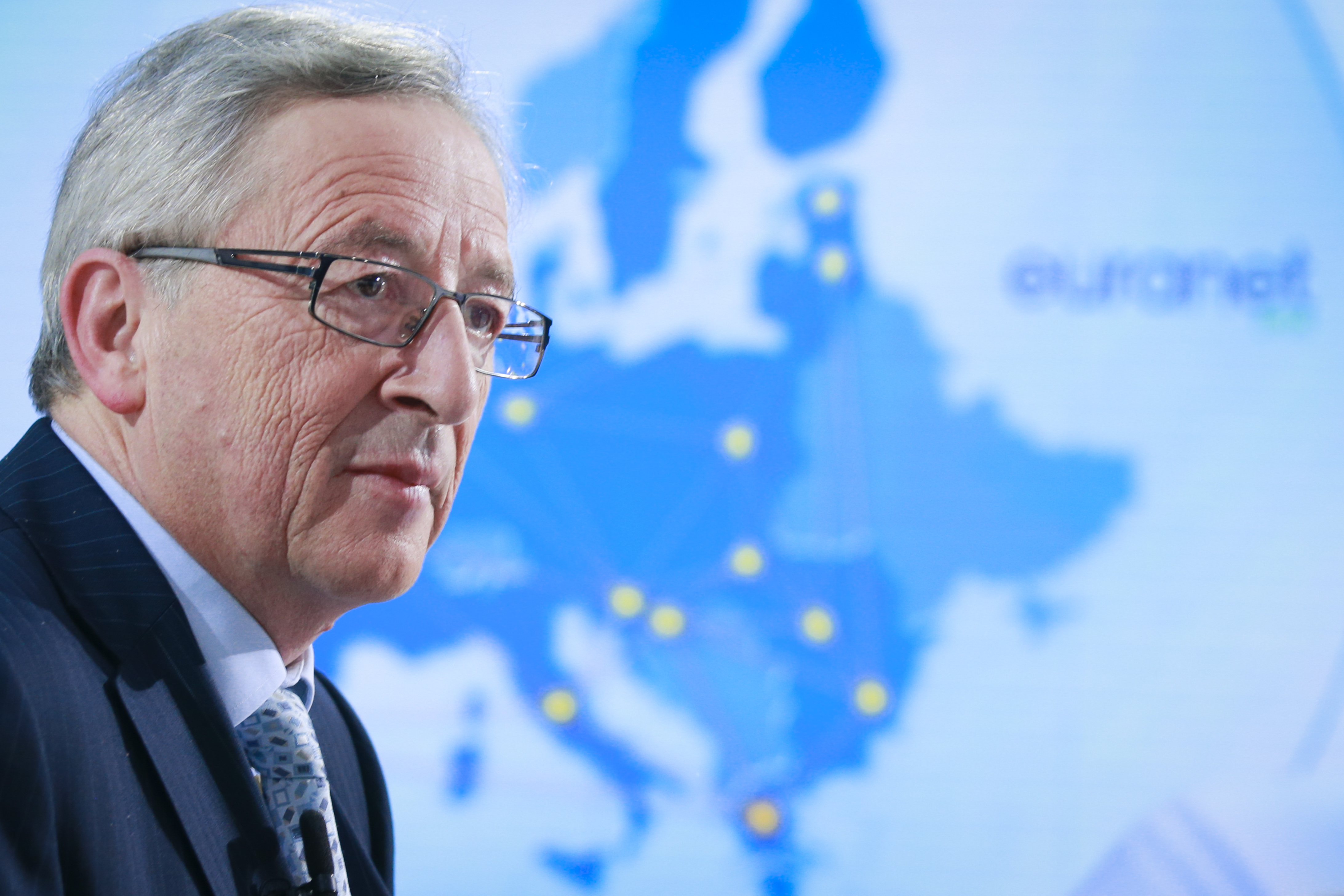

يعتبر الصندوق الأوروبي للاستثمارات الاستراتيجية ( EFSI ) ، والذي يطلق عليه أيضًا خطة يونكر ، مبادرة من مجموعة بنك الاستثمار الأوروبي والمفوضية الأوروبية تهدف إلى تعزيز الاقتصاد من خلال حشد التمويل الخاص للاستثمارات الاستراتيجية. تأسست EFSI في عام 2015 من خلال لائحة الاتحاد الأوروبي 2015/1017 الصادرة عن البرلمان الأوروبي والمجلس بتاريخ 25 يونيو 2015 بشأن الصندوق الأوروبي للاستثمارات الاستراتيجية والمركز الاستشاري الأوروبي للاستثمار وبوابة مشروع الاستثمار الأوروبي والقواعد المعدلة (EU) 1291/2013 و (الاتحاد الأوروبي) رقم 1316/2013 - الصندوق الأوروبي للاستثمارات الاستراتيجية. تعد واحدة من الركائز الثلاث لخطة الاستثمار لأوروبا. وهي ضمان بقيمة 16 مليار يورو من ميزانية الاتحاد الأوروبي بالإضافة إلى 5 مليارات يورو من رأس مال بنك الاستثمار الأوروبي . تم دمجها في مجموعة إي أي بي والمشاريع التي تدعمها تخضع لدورة مشروع إي أي بي العادية والحوكمة.

## روابط خارجية
- الموقع الرسمي